# Мужская Лига чемпионов ЕКВ 2015/2016
16-й розыгрыш мужской Лиги чемпионов ЕКВ (57-й с учётом Кубка европейских чемпионов) проходил с 3 ноября 2015 по 17 апреля 2016 года с участием 28 клубных команд из 16 стран-членов Европейской конфедерации волейбола. Победителем турнира в 4-й раз в своей истории и во 2-й раз подряд стала российская команда «Зенит» (Казань).

## Система квалификации
24 места в Лиге чемпионов 2015/2016 были распределены по рейтингу ЕКВ на 2015 год, учитывающему результаты выступлений клубных команд стран-членов ЕКВ в еврокубках на протяжении трёх сезонов (2011/2012—2013/2014). Согласно ему места в Лиге получили клубы из 15 стран: Россия, Италия (по 3 команды), Польша, Турция, Бельгия, Франция, Германия (все по 2), Румыния, Греция, Чехия, Австрия, Словения, Болгария, Швейцария и Черногория (по 1 команде). После предоставления решением ЕКВ по одному дополнительному месту в Лиге Польше, Турции и Бельгии, а также включения в розыгрыш команды из Сербии число команд-участниц составило 28.

## Команды-участницы
| Страна     | Команда                          |                                                          |
| ---------- | -------------------------------- | -------------------------------------------------------- |
| Россия     | «Зенит» (Казань)                 | Чемпион России 2015                                      |
| Россия     | «Белогорье» (Белгород)           | 2-й призёр чемпионата России 2015                        |
| Россия     | «Динамо» (Москва)                | 3-й призёр чемпионата России 2015                        |
| Италия     | «Трентино» (Тренто)              | Чемпион Италии 2015                                      |
| Италия     | «Модена» (Модена)                | 2-й призёр чемпионата Италии 2015                        |
| Италия     | «Кучине-Лубе» (Чивитанова-Марке) | 3-й призёр предварительного этапа чемпионата Италии 2015 |
| Польша     | «Ресовия» (Жешув)                | Чемпион Польши 2015                                      |
| Польша     | «Лотос-Трефль» (Гданьск)         | 2-й призёр чемпионата Польши 2015                        |
| Польша     | «Скра» (Белхатув)                | 3-й призёр чемпионата Польши 2015                        |
| Турция     | «Аркасспор» (Измир)              | Чемпион Турции 2015                                      |
| Турция     | «Халкбанк» (Анкара)              | 2-й призёр чемпионата Турции 2015                        |
| Турция     | «Зираат Банкасы» (Анкара)        | 3-й призёр чемпионата Турции 2015                        |
| Бельгия    | «Кнак» (Руселаре)                | Чемпион Бельгии 2015                                     |
| Бельгия    | «Ассе-Ленник» (Ленник)           | 2-й призёр чемпионата Бельгии 2015                       |
| Бельгия    | «Нолико» (Маасейк)               | 3-й призёр чемпионата Бельгии 2015                       |
| Франция    | «Тур» (Тур)                      | Чемпион Франции 2015                                     |
| Франция    | «Пари Воллей» (Париж)            | 2-й призёр чемпионата Франции 2015                       |
| Германия   | «Фридрихсхафен» (Фридрихсхафен)  | Чемпион Германии 2015                                    |
| Германия   | «Берлин Рециклинг» (Берлин)      | 2-й призёр чемпионата Германии 2015                      |
| Румыния    | «Томис» (Констанца)              | Чемпион Румынии 2015                                     |
| Греция     | ПАОК (Салоники)                  | Чемпион Греции 2015                                      |
| Чехия      | «Дукла» (Либерец)                | Чемпион Чехии 2015                                       |
| Австрия    | «Хипо Тироль» (Инсбрук)          | Чемпион Австрии 2015                                     |
| Словения   | «АКХ Воллей» (Любляна)           | Чемпион Словении 2015                                    |
| Болгария   | «Марек-Юнион» (Дупница)          | Чемпион Болгарии 2015                                    |
| Черногория | «Будванска Ривьера» (Будва)      | Чемпион Черногории 2015                                  |
| Швейцария  | «Драгонс» (Лугано)               | Чемпион Швейцарии 2015                                   |
| Сербия     | «Войводина» (Нови-Сад)           | 3-й чемпионата Сербии 2015                               |

## Система проведения розыгрыша
Соревнования состоят из предварительного этапа, двух раундов плей-офф и финального этапа. На предварительном этапе 28 команд-участниц разбиты на 7 групп. В группах команды играют с разъездами в два круга. Приоритетом при распределении мест в группах является количество побед, затем число набранных очков, соотношение выигранных и проигранных партий, соотношение мячей, результаты личных встреч. За победы со счётом 3:0 и 3:1 команды получают по 3 очка, за победы 3:2 — по 2 очка, за поражения 2:3 — по 1 очку, за поражения 0:3 и 1:3 очки не начисляются. В плей-офф выходят лучшие команды из групп и 6 команд из семи, занявших в группах вторые места. Из числа команд, вышедших в плей-офф, выбирается хозяин финального этапа и допускается непосредственно в финальный раунд розыгрыша. 
12 команд-участниц 1/8-финала плей-офф (плей-офф 12) делятся на пары и проводят между собой по два матча с разъездами. Победителем пары выходит команда, одержавшая две победы. В случае равенства побед победителем становится команда, набравшая в рамках двухматчевой серии большее количество очков, система начисления которых аналогична применяемой на предварительном этапе. Если обе команды при этом набрали одинаковое количество очков, то назначается дополнительный («золотой») сет, победивший в котором выходит в 1/4-финала плей-офф.      
6 команд-участниц четвертьфинала плей-офф (плей-офф 6) по такой же системе определяют трёх участников финального этапа, где к ним присоединяется команда-хозяин финала.
Финальный этап проводится в формате «финала четырёх» — полуфинал и два финала (за 3-е и 1-е места).
Жеребьёвка предварительного этапа прошла в Вене 2 июля 2015 года. По её результатам команды распределены на 7 групп.
| Группа A                                                                               | Группа B                                                                    | Группа C                                               | Группа D                                                                         |
| -------------------------------------------------------------------------------------- | --------------------------------------------------------------------------- | ------------------------------------------------------ | -------------------------------------------------------------------------------- |
| «Белогорье» Белгород «Берлин Рециклинг» Берлин «Аркасспор» Измир «Марек-Юнион» Дупница | «Динамо» Москва «Пари Воллей» Париж «Фридрихсхафен» «Зираат Банкасы» Анкара | «Трентино» Тренто «Тур» «Нолико» Маасейк ПАОК Салоники | «Зенит» Казань «Халкбанк» Анкара «Хипо Тироль» Инсбрук «Будванска Ривьера» Будва |

| Группа Е                                                                       | Группа F                                                                  | Группа G                                                                |
| ------------------------------------------------------------------------------ | ------------------------------------------------------------------------- | ----------------------------------------------------------------------- |
| «Кучине-Лубе» Чивитанова-Марке «Скра» Белхатув «Кнак» Руселаре «Дукла» Либерец | «Модена» «Лотос-Трефль» Гданьск «АКХ Воллей» Любляна «Войводина» Нови-Сад | «Ресовия» Жешув «Томис» Констанца «Ассе-Ленник» Ленник «Драгонс» Лугано |

## Предварительный этап
3 ноября 2015 — 27 января 2016

### Группа А
| М | Команда                   | 1       | 2       | 3       | 4       | И | В | П | С/П   | О  |
| - | ------------------------- | ------- | ------- | ------- | ------- | - | - | - | ----- | -- |
| 1 | «Белогорье» Белгород      |         | 0:3 3:0 | 3:0 3:1 | 3:0     | 6 | 5 | 1 | 15:4  | 15 |
| 2 | «Аркасспор» Измир         | 3:0 0:3 |         | 3:2 2:3 | 3:1 3:0 | 6 | 4 | 2 | 14:9  | 12 |
| 3 | «Берлин Рециклинг» Берлин | 0:3 1:3 | 2:3 3:2 |         | 3:0     | 6 | 3 | 3 | 12:11 | 9  |
| 4 | «Марек-Юнион» Дупница     | 0:3     | 1:3 0:3 | 0:3     |         | 6 | 0 | 6 | 1:18  | 0  |

4.11: Берлин Рециклинг — Аркасспор 2:3 (27:25, 18:25, 22:25, 25:13, 12:15).
4.11: Марек-Юнион — Белогорье 0:3 (15:25, 15:25, 17:25).
17.11: Белогорье — Берлин Рециклинг 3:0 (25:18, 25:17, 26:24).
17.11: Аркасспор — Марек-Юнион 3:1 (25:17, 21:25, 25:22, 25:18).
1.12: Аркасспор — Белогорье 3:0 (неявка Белогорья).
2.12: Берлин-Рециклинг — Марек-Юнион 3:0 (25:18, 25:20, 25:17).
16.12: Белогорье — Аркасспор 3:0 (25:20, 25:18, 25:23).
16.12: Марек-Юнион — Берлин Рециклинг 0:3 (14:25, 19:25, 25:27).
20.01: Марек-Юнион — Аркасспор 0:3 (15:25, 19:25, 16:25).
20.01: Берлин Рециклинг — Белогорье 1:3 (23:25, 25:17, 25:27, 17:25).
26.01: Белогорье — Марек-Юнион 3:0 (25:11, 25:16, 25:14).
26.01: Аркасспор — Берлин Рециклинг 2:3 (25:8, 24:26, 19:25, 25:23, 13:15).

### Группа В
| М | Команда                 | 1       | 2       | 3       | 4       | И | В | П | С/П  | О  |
| - | ----------------------- | ------- | ------- | ------- | ------- | - | - | - | ---- | -- |
| 1 | «Зираат Банкасы» Анкара |         | 3:0 0:3 | 3:1     | 3:0 3:1 | 6 | 5 | 1 | 15:6 | 15 |
| 2 | «Динамо» Москва         | 0:3 3:0 |         | 3:0 0:3 | 2:3 3:0 | 6 | 3 | 3 | 11:9 | 10 |
| 3 | «Фридрихсхафен» .       | 1:3     | 0:3 3:0 |         | 0:3 3:0 | 6 | 2 | 4 | 8:12 | 6  |
| 4 | «Пари Воллей» Париж     | 0:3 1:3 | 3:2 0:3 | 3:0 0:3 |         | 6 | 2 | 4 | 7:14 | 5  |

3.11: Динамо — Фридрихсхафен 3:0 (25:16, 25:20, 25:16).
4.11: Зираат Банкасы — Пари Воллей 3:0 (25:16, 25:17, 25:16).
17.11: Фридрихсхафен — Зираат Банкасы 1:3 (20:25, 25:18, 15:25, 23:25.
8.12: Пари Воллей — Динамо 3:2 (29:27, 15:25, 27:29, 30:28, 15:12).
1.12: Пари Воллей — Фридрихсхафен 3:0 (25:23, 25:16, 25:22).
2.12: Зираат Банкасы — Динамо 3:0 (неявка Динамо).
16.12: Фридрихсхафен — Пари Воллей 3:0 (26:24, 27:25, 25:19).
17.12: Динамо — Зираат Банкасы 3:0 (25:21, 25:22, 25:22).
20.01: Динамо — Пари Воллей 3:0 (25:15, 25:23, 26:24).
21.01: Зираат Банкасы — Фридрихсхафен 3:1 (25:23, 22:25, 25:21, 25:23).
26.01: Фридрихсхафен — Динамо 3:0 (25:22, 25:22, 25:13).
26.01: Пари Воллей — Зираат Банкасы 1:3 (25:23, 23:25, 21:25, 21:25).

### Группа С
| М | Команда           | 1       | 2       | 3       | 4       | И | В | П | С/П  | О  |
| - | ----------------- | ------- | ------- | ------- | ------- | - | - | - | ---- | -- |
| 1 | «Трентино» Тренто |         | 3:0 2:3 | 3:1 3:0 | 3:0     | 6 | 5 | 1 | 17:4 | 16 |
| 2 | «Тур» .           | 0:3 3:2 |         | 3:1     | 3:1 3:0 | 6 | 5 | 1 | 15:8 | 14 |
| 3 | ПАОК Салоники     | 1:3 0:3 | 1:3     |         | 0:3 3:1 | 6 | 1 | 5 | 6:16 | 3  |
| 4 | «Нолико» Маасейк  | 0:3     | 1:3 0:3 | 3:0 1:3 |         | 6 | 1 | 5 | 5:15 | 3  |

4.11: Тур — ПАОК 3:1 (25:20, 21:25, 25:17, 25:16).
5.11: Трентино — Нолико 3:0 (25:18, 25:19, 25:21).
18.11: ПАОК — Трентино 1:3 (22:25, 25:18, 21:25, 13:25).
18.11: Нолико — Тур 1:3 (19:25, 22:25, 25:23, 21:25).
1.12: Нолико — ПАОК 3:0 (27:25, 25:22, 25:19).
2.12: Трентино — Тур 3:0 (25:10, 25:20, 26:24).
16.12: ПАОК — Нолико 3:1 (25:21, 21:25, 25:21, 25:19).
16.12: Тур — Трентино 3:2 (18:25, 25:21, 27:25, 22:25, 15:10).
19.01: Трентино — ПАОК 3:0 (25:18, 25:20, 27:25).
20.01: Тур — Нолико 3:0 (25:22, 25:15, 25:15).
26.01: ПАОК — Тур 1:3 (18:25, 21:25, 25:23, 16:25).
26.01: Нолико — Трентино 0:3 (21:25, 10:25, 21:25).

### Группа D
| М | Команда                   | 1       | 2       | 3       | 4       | И | В | П | С/П  | О  |
| - | ------------------------- | ------- | ------- | ------- | ------- | - | - | - | ---- | -- |
| 1 | «Зенит» Казань            |         | 3:0 3:1 | 3:0     | 3:0     | 6 | 6 | 0 | 18:1 | 18 |
| 2 | «Халкбанк» Анкара         | 0:3 1:3 |         | 3:2 3:1 | 3:0     | 6 | 4 | 2 | 13:9 | 11 |
| 3 | «Хипо Тироль» Инсбрук     | 0:3     | 2:3 1:3 |         | 3:0 3:2 | 6 | 2 | 4 | 9:14 | 6  |
| 4 | «Будванска Ривьера» Будва | 0:3     | 0:3     | 0:3 2:3 |         | 6 | 0 | 6 | 2:18 | 1  |

5.11: Хипо Тироль — Зенит 0:3 (17:25, 22:25, 38:40).
5.11: Будванска Ривьера — Халкбанк 0:3 (20:25, 20:25, 26:28).
18.11: Халкбанк — Хипо Тироль 3:2 (23:25, 25:21, 30:32, 25:21, 15:12).
18.11: Зенит — Будванска Ривьера 3:0 (25:20, 25:15, 25:19).
2.12: Зенит — Халкбанк 3:0 (25:23, 25:14, 25:16).
3.12: Хипо Тироль — Будванска Ривьера 3:0 (25:21, 25:19, 25:21).
16.12: Халкбанк — Зенит 1:3 (25:21, 23:25, 21:25, 14:25).
17.12: Будванска Ривьера — Хипо Тироль 2:3 (25:19, 22:25, 25:23, 20:25, 5:15).
21.01: Будванска Ривьера — Зенит 0:3 (17:25, 16:25, 1725).
21.01: Хипо Тироль — Халкбанк 1:3 (22:25, 25:21, 21:25, 19:25).
26.01: Халкбанк — Будванска Ривьера 3:0 (25:15, 25:16, 25:16).
26.01: Зенит — Хипо Тироль 3:0 (25:16, 25:22, 25:21).

### Группа Е
| М | Команда                        | 1       | 2       | 3       | 4   | И | В | П | С/П   | О  |
| - | ------------------------------ | ------- | ------- | ------- | --- | - | - | - | ----- | -- |
| 1 | «Кучине-Лубе» Чивитанова-Марке |         | 3:1 3:0 | 3:1 1:3 | 3:0 | 6 | 5 | 1 | 16:5  | 15 |
| 2 | «Скра» Белхатув                | 1:3 0:3 |         | 3:0 3:1 | 3:0 | 6 | 4 | 2 | 13:7  | 12 |
| 3 | «Кнак» Руселаре                | 1:3 3:1 | 0:3 1:3 |         | 3:1 | 6 | 3 | 3 | 11:12 | 9  |
| 4 | «Дукла» Либерец                | 0:3     | 0:3     | 1:3     |     | 6 | 0 | 6 | 2:18  | 0  |

4.11: Кучине-Лубе — Кнак 3:1 (25:18, 25:18, 24:26, 25:17).
5.11: Дукла — Скра 0:3 (16:25, 22:25, 19:25).
17.11: Кнак — Дукла 3:1 (22:25, 25:17, 25:22, 25:22).
18.11: Скра — Кучине-Лубе 1:3 (28:30, 25:18, 21:25, 20:25).
1.12: Скра — Кнак 3:0 (25:23, 27:25, 25:18).
3.12: Дукла — Кучине-Лубе 0:3 (18:25, 24:26, 15:25).
15.12: Кнак — Скра 1:3 (19:25, 15:25, 25:21, 14:25).
16.12: Кучине-Лубе — Дукла 3:0 (25:20, 25:23, 25:20).
20.01: Кучине-Лубе — Скра 3:0 (25:16, 33:31, 25:16).
21.01: Дукла — Кнак 1:3 (20:25, 18:25, 25:23, 19:25).
26.01: Кнак — Кучине-Лубе 3:1 (28:30, 25:19, 25:15, 25:17).
26.01: Скра — Дукла 3:0 (25:18, 25:17, 25:19).

### Группа F
| М | Команда                | 1       | 2       | 3       | 4       | И | В | П | С/П  | О  |
| - | ---------------------- | ------- | ------- | ------- | ------- | - | - | - | ---- | -- |
| 1 | «Модена» .             |         | 3:0 2:3 | 3:0     | 3:0     | 6 | 5 | 1 | 17:3 | 16 |
| 2 | «Лотос-Трефль» Гданьск | 0:3 3:2 |         | 3:0 3:1 | 3:0     | 6 | 5 | 1 | 15:6 | 14 |
| 3 | «Войводина» Нови-Сад   | 0:3     | 0:3 1:3 |         | 3:0 1:3 | 6 | 1 | 5 | 5:15 | 3  |
| 4 | «АКХ Воллей» Любляна   | 0:3     | 0:3     | 0:3 3:1 |         | 6 | 1 | 5 | 3:16 | 3  |

3.11: Лотос-Трефль — Войводина 3:0 (25:18, 25:16, 25:19).
5.11: АКХ Воллей — Модена 0:3 (25:27, 17:25, 17:25).
18.11: Войводина — АКХ Воллей 3:0 (25:22, 25:21, 25:19).
19.11: Модена — Лотос-Трефль 3:0 (25:16, 30:28, 25:12).
3.12: АКХ Воллей — Лотос-Трефль 0:3 (18:25, 17:25, 14:25).
3.12: Модена — Войводина 3:0 (25:6, 25:14, 27:25).
15.12: Лотос-Трефль — АКХ Воллей 3:0 (25:19, 25:17, 25:23).
16.12: Войводина — Модена 0:3 (21:25, 22:25, 14:25).
21.01: Лотос-Трефль — Модена 3:2 (25:22, 21:25, 26:24, 22:25, 15:13).
21.01: АКХ Воллей — Войводина 3:1 (19:25, 25:21, 29:27, 25:18).
26.01: Войводина — Лотос-Трефль 1:3 (20:25, 21:25, 25:19, 17:25).
26.01: Модена — АКХ Воллей 3:0 (25:20, 25:23, 25:17).

### Группа G
| М | Команда              | 1       | 2       | 3       | 4       | И | В | П | С/П   | О  |
| - | -------------------- | ------- | ------- | ------- | ------- | - | - | - | ----- | -- |
| 1 | «Ресовия» Жешув      |         | 3:0 3:1 | 3:0     | 3:0     | 6 | 6 | 0 | 18:1  | 18 |
| 2 | «Ассе-Ленник» Ленник | 0:3 1:3 |         | 3:2 3:0 | 3:2 3:0 | 6 | 4 | 2 | 13:10 | 10 |
| 3 | «Драгонс» Лугано     | 0:3     | 2:3 0:3 |         | 3:0     | 6 | 2 | 4 | 8:12  | 7  |
| 4 | «Томис» Констанца    | 0:3     | 2:3 0:3 | 0:3     |         | 6 | 0 | 6 | 2:18  | 1  |

4.11: Ассе-Ленник — Томис 3:2 (28:26, 23:25, 25:13, 21:25, 15:10).
5.11: Ресовия — Драгонс 3:0 (25:16, 25:17, 25:19).
17.11: Томис — Ресовия 0:3 (20:25, 19:25, 21:25).
19.11: Драгонс — Ассе-Ленник 2:3 (28:26, 24:26, 25:23, 22:25, 8:15).
2.12: Ресовия — Ассе-Ленник 3:0 (25:16, 25:18, 25:18).
3.12: Драгонс — Томис 3:0 (26:24, 25:23, 25:22).
17.12: Томис — Драгонс 0:3 (18:25, 8:25, 22:25).
17.12: Ассе-Ленник — Ресовия 1:3 (25:21, 13:25, 24:26, 14:25).
20.01: Ресовия — Томис 3:0.
21.01: Ассе-Ленник — Драгонс 3:0 (25:17, 25:22, 25:20).
26.01: Томис — Ассе-Ленник 0:3.
26.01: Драгонс — Ресовия 0:3 (23:25, 17:25, 18:25).

### Итоги
По итогам предварительного этапа в 1-й раунд плей-офф вышли победители групп («Белогорье», «Зираат Банкаши», «Трентино», «Зенит», «Кучине-Лубе», «Модена», «Ресовия») и 6 из 7 команд, занявшие в группах вторые места («Аркасспор», «Тур», «Халкбанк», «Скра», «Лотос-Трефль», «Ассе-Ленник»). Из числа прошедших предварительную стадию выбран хозяин финального этапа, которым стала польская «Ресовия», получившая прямой допуск в финал четырёх.
Оставшаяся команда из числа занявших вторые места в группах («Динамо») и три лучшие из занявших в группах третьи места («Берлин Рециклинг», «Кнак», «Драгонс»), сыграют в Челлендж-раунде Кубка ЕКВ.

## Плей-офф

### 1/8-финала
16—17 февраля/ 2—3 марта 2016.
 «Скра» (Белхатув) —  «Зираат Банкасы» (Анкара)
17 февраля. 3:1 (25:19, 25:27, 25:20, 27:25).
2 марта. 2:3 (25:20, 25:13, 26:28, 26:28, 10:15).
 «Лотос-Трефль» (Гданьск) —  «Зенит» (Казань)
16 февраля. 1:3 (19:25, 25:22, 17:25, 15:25).
2 марта. 0:3 (19:25, 16:25, 22:25).
 «Тур» (Тур) —  «Белогорье» (Белгород)
17 февраля. 0:3 (19:25, 16:25, 23:25).
2 марта.3:2 (25:23, 22:25, 20:25, 25:17, 15:13).
 «Ассе-Ленник» (Ленник) —  «Трентино» (Тренто)
17 февраля. 2:3 (25:23, 17:25, 22:25, 25:21, 13:15).
3 марта. 0:3 (18:25, 23:25, 19:25).
 «Аркасспор» (Измир) —  «Кучине-Лубе» (Чивитанова-Марке)
16 февраля. 0:3 (20:25, 21:25, 19:25).
2 марта. 1:3 (14:25, 25:23, 18:25, 30:32).
 «Халкбанк» (Анкара) —  «Модена» (Модена)
17 февраля. 3:0 (25:20, 25:21, 25:13).
3 марта. 2:3 (25:22, 20:25, 21:25, 25:17, 9:15).

### Четвертьфинал
16—17 марта/ 22—24 марта 2016.
 «Зенит» (Казань) —  «Скра» (Белхатув)
16 марта. 2:3 (25:23, 25:21, 23:25, 25:27, 16:18).
24 марта. 3:0 (25:19, 25:23, 25:19).
 «Трентино» (Тренто) —  «Белогорье» (Белгород)
17 марта. 3:0 (25:20, 25:17, 28:26).
22 марта. 3:2 (25:17, 21:25, 25:23, 22:25, 16:14).
 «Кучине-Лубе» (Чивитанова-Марке) —  «Халкбанк» (Анкара)
17 марта. 3:2 (21:25, 21:25, 25:17, 25:18, 15:11).
23 марта. 2:3 (29:27, 24:26, 22:25, 25:20, 13:15). «Золотой» сет — 17:15.

## Финал четырёх
16—17 апреля 2016.  Краков. 
Участники:
 «Ресовия» (Жешув) 
 «Трентино» (Тренто)
 «Кучине-Лубе» (Чивитанова-Марке) 
 «Зенит» (Казань)

### Полуфинал
16 апреля
 «Трентино» —  «Кучине-Лубе»
3:0 (25:19, 25:20, 25:18).
 «Зенит» —  «Ресовия»
3:1 (22:25, 26:24, 25:18, 25:21).

### Матч за 3-е место
17 апреля
 «Кучине-Лубе» —  «Ресовия»
3:2 (25:20, 25:27, 22:25, 25:22, 15:10)

### Финал
| 17 апреля 2016 | \| «Зенит» (Казань) \| 3:2 cev.lu \| «Трентино» (Тренто) \| \| Мэттью Джон Андерсон (13) Андрей Ащев (6) Максим Михайлов (22) Вильфредо Леон (27) Александр Гуцалюк (5) Игорь Кобзарь (2) Алексей Вербов (л) Теодор Салпаров (л) Виктор Полетаев Александр Бутько (2) Иван Демаков (4) \| Голы \| Тине Урнаут (15) Себастьян Соле (5) Митар Цуритс (17) Олег Антонов (13) Симон ван де Ворде (10) Симоне Джанелли (9) Массимо Колачи (л) Филиппо Ланца (1) Тициано Маццони Георги Братоев Даниэле Маццони (1) \| | Краков «Таурон Арена» 11000 зрителей |
| Счёт по партиям — 23:25, 22:25, 25:17, 27:25, 15:13. Время матча — 2 часа 19 минут. Судьи: Ахти Хухтаниска, Фабрис Колладо.                                                                                             | | |
| «Зенит» (Казань) | 3:2 cev.lu | «Трентино» (Тренто) |
| Мэттью Джон Андерсон (13) Андрей Ащев (6) Максим Михайлов (22) Вильфредо Леон (27) Александр Гуцалюк (5) Игорь Кобзарь (2) Алексей Вербов (л) Теодор Салпаров (л) Виктор Полетаев Александр Бутько (2) Иван Демаков (4) | Голы | Тине Урнаут (15) Себастьян Соле (5) Митар Цуритс (17) Олег Антонов (13) Симон ван де Ворде (10) Симоне Джанелли (9) Массимо Колачи (л) Филиппо Ланца (1) Тициано Маццони Георги Братоев Даниэле Маццони (1) |

### Итоги

#### Положение команд
| «Зенит» (Казань)                 |
| «Трентино» (Тренто)              |
| «Кучине-Лубе» (Чивитанова-Марке) |
| 4. «Ресовия» (Жешув)             |

#### Призёры
«Зенит» (Казань): Мэттью Джон Андерсон, Алексей Кулешов, Александр Бутько, Иван Демаков, Теодор Салпаров, Вильфредо Леон Венеро, Андрей Ащев, Виктор Полетаев, Игорь Кобзарь, Александр Гуцалюк, Алексей Спиридонов, Алексей Вербов, Владислав Бабичев, Максим Михайлов. Главный тренер — Владимир Алекно.
  «Трентино» (Тренто): Олег Антонов, Тициано Маццоне, Георги Братоев, Карло Де Анджелис, Симоне Джанелли, Филиппо Ланца, Себастьян Соле, Митар Джурич, Массимо Колачи, Симон ван де Ворде, Тине Урнаут, Даниэле Маццоне. Главный тренер — Радостин Стойчев.
  «Кучине-Лубе» (Чивитанова-Марке): Алессандро Феи, Симоне Пароди, Османи Хуанторена Портуондо, Марко Вителли, Драган Станкович, Уильям Придди, Иржи Коварж, Мика Кристенсон, Энрико Честер, Женя Гребенников, Иван Милькович, Антонио Корветта, Клемен Чебуль, Марко Подрашчанин. Главный тренер — Джанлоренцо Бленджини.

#### Индивидуальные призы
| - MVP Вильфредо Леон («Зенит») - Лучший связующий Симоне Джанелли («Трентино») - Лучшие центральные блокирующие Рассел Холмс («Ресовия») Себастьян Соле («Трентино») - Лучший диагональный нападающий Максим Михайлов («Зенит») | - Лучшие нападающие-доигровщики Вильфредо Леон («Зенит») Тине Урнаут («Трентино») - Лучший либеро Женя Гребенников («Кучине-Лубе») |